# Saša Zagorac
Saša Zagorac, slovenski košarkar, 207cm, * 1. januar 1984, Ljubljana

## Začetki
Saša Zagorac je Ljubljančan in otrok Uniona Olimpije. Zaigral je za vse klubske kategorije in ostal v Ljubljani vse do konca sezone 2003/2004,ko je klub osvojil tudi državno prvenstvo. Med tem je v sezoni 2002/2003 igral za Birokrat Ljubljana, kot posojeni igralec.

## Klubska kariera
Leta 2004 je sledila selitev v Avstrijo, kjer je nastopal za ekipo Superfund Bulls Kapfenberg, ki je tedaj igrala v takratnem ULEB Cupu (zdaj EuroCup). V sezoni 2005/2006 je igral v dresu Postojne, kjer je v prvi slovenski ligi v povprečju dosegal 18,8 točke in 5,3 skoka na tekmo in bil najboljši strelec slovenskega prvenstva. Dobre predstave v dresu Postojne so ga vodile v ZDA kjer se je mudil po NBA kampih in igral Summer League za ekipo New Jersey Nets. Nato je odsel v špansko ligo, kjer je ostal naslednje štiri sezone (Melilla, Gandia, Menorca).  V sezoni 2010/2011 je igral v Iranu, kjer je imel povprečje 26,4 točke in 9,2 skoka povprečno na takmo. V sezoni 2011/2012 se je vrnil na španske parkete. V sezoni 2012/2013 je igral za italijanskega drugoligaša Imolo, nakar se je vrnil v Slovenijo, kjer je sezono v Grosuplju koncal s povprečjem 17,5 točke in 7,1 skoka na tekmo v Ligi Telemach in bil najboljši strelec lige. V sezoni 2014/2015 je nastopal za Zlatorog Laško v Ligi Telemach in bil s povprečjem 18,9 točke in 7,7 skoka najboljši posameznik (MVP) in prvi strelec prvenstva. Njegova ekipa je igrala končnico Lige Telemach in finale Pokala Spar. V sezoni 2015/2016 se je vrnil k Union Olimpiji in v tekmovanju EuroCup beležil 11,4 točke in 3,8 skoka, v ligi ABA 7,8 točke in 3,8skoka v ligi Telemach pa 12,3 točke in 3,8 skoka. Sezono 2016/2017 je začel v Lukoil Academik, v drugi polovici sezone pa je okrepil Rusko Parmo v VTB ligi in imel povprečje 10 točk in 4 skoke. 
Seznam klubov:
- 2000-2001: Union Olimpija Ljubljana (Slovenija)

- 2001-2002: Union Olimpija Ljubljana (Slovenija)

- 2002-2003: Birokrat SQL Ljubljana (Slovenija)

- 2003-2004: Union Olimpija Ljubljana (Slovenija)

- 2004-2005: Superfund Bulls Kapfenberg (Avstrija)

- 2005-2006: Postojnska jama Postojna (Slovenija)

- 2006-2007: Caja Rural Melilla (Španija)

- 2007-2008: Caja Rural Melilla (Španija)

- 2008-2009: Aguas de Valencia - Gandia Basquet (Španija)

- 2009-2010: Alaior Menorcarentals.com Coinga (Španija)

- 2010-2011: B.A. Shiraz (Iran)

- 2011-2012: Banca Tercas Teramo (Italija) -  Knet Rioja Clavijo (Španija)

- 2012-2013: Aget Service Imola (Italija) - LOGO Grosuplje (Slovenija)

- 2014-2015: Zlatorog Laško (Slovenija)

- 2015-2016: Union Olimpija Ljubljana (Slovenija)

- 2016-2017: Lukoil Academik (Bolgarija)

- 2017-2018: KK Krka Novo Mesto (Slovenija)

## Reprezentanca
Za mlajše reprezentance je igral na treh evropshih in dveh svetovnih prvenstvih.
Bil je član zlate generacije slovenskih mladih košarkarjev, ki so leta 2004 v Brnu na evropskem prvenstvu do 20 let osvojili zlato medaljo.  Leta 2002 je Zagorac z reprezentanco Slovenije do 18 let v Nemciji osvojil 2. mesto na EP. Za slovensko reprezentanco je Zagorac nastopal tudi v kategorijah U16 in U21 (SP v Argentini leta 2005). V članski konkurenci je Zagorac med poletjem 2015 igral za člansko B reprezentanco Slovenije. Odlične igre je opazil selektor Zdovc, ki ga je povabil tudi na priprave članske A reprezentance za Eurobasket 2015,kjer je tudi igral. Slovenjia je po skupinskem delu v Zagrebu izpadla v osmini finala proti Latviji. Igral je tudi na vseh 6 kvalifikacijskih tekmah za EP 2017 v Turciji.  Posebno pa se je izkazal (tudi kot pravi lider in član, ki je poskrbel za pravo vzdušje v reprezentanci) z igrami proti Španiji v polfinalu Eurobasketa 2017, ko je s Slovenijo postal evropski prvak.

## Osebno
Je mlajši brat Željka Zagorca, nekdanjega igralca Union Olimpije in prav tako nekdanjega Slovenskega reprezentanta.
Saša Zagorac je porocen z Marušo Zagorac in imata dve hčerki.